# 単身花日 桜木舜の単身赴任・鹿児島
『単身花日 桜木舜の単身赴任・鹿児島』（たんしんはなび さくらぎしゅんのたんしんふにん かごしま）はいわしげ孝による日本の漫画作品。『ビッグコミックス』（小学館）にて、2006年9月10日号から2008年4月25日号まで連載された。
2023年10月期にテレビ朝日系列で本作を原作とするテレビドラマが放送された。

## 登場人物
桜木 舜（さくらぎ しゅん）
ハウスメーカーの営業マン。37歳。東京から中学時代を過ごした鹿児島へ単身赴任する。
武田 花（たけだ はな）
中学教師。旧姓：桐野。中学時代に惹かれ合っていた初恋の相手・舜と鹿児島で17年ぶりに再会する。
片山 直哉（かたやま なおや）
舜の中学時代の親友にして恋敵。ハウスメーカーの営業マン。
清水 めぐみ（しみず めぐみ）
花と仲良しだった舜の中学時代の同級生。バー「花日（はなのひ）」のママ。
桜木 ゆり（さくらぎ ゆり）
舜の妻。明るく聡明な女性。
桜木 花奈（さくらぎ かな）
舜の娘。小学生。

## 書誌情報
- いわしげ孝 『単身花日』 小学館〈ビッグコミックス〉、全5巻
  1. 2007年4月27日発売、ISBN 978-4-09-181203-2
  2. 2007年5月30日発売、ISBN 978-4-09-181230-8
  3. 2007年9月28日発売、ISBN 978-4-09-181459-3
  4. 2008年1月30日発売、ISBN 978-4-09-181718-1
  5. 2008年5月30日発売、ISBN 978-4-09-181899-7

## テレビドラマ
『単身花日』（たんしんはなび）のタイトルで2023年10月14日から12月9日まで、テレビ朝日系「オシドラサタデー」枠で放送された。主演は重岡大毅。

### キャスト

#### 主要人物
桜木舜（さくらぎ しゅん）〈32〉
演 - 重岡大毅（幼少時代：林涼都、中学時代：田仲陽成）
ハウスメーカー「サンバスホームハウジング」の営業マン。中学時代を過ごした鹿児島へ単身赴任する。
武田花（たけだ はな）〈32〉
演 - 新木優子（幼少時代：前田花、中学時代：茅本梨々華）
中学教師。旧姓：桐野。中学時代に惹かれ合っていた初恋の相手・舜と鹿児島で17年ぶりに再会する。夫は一等航海士でほぼ一人暮らし状態。
片山直哉（かたやま なおや）〈32〉
演 - 田中樹 （中学時代：染谷隼生）
舜と花の同級生。鹿児島にある中小ハウスメーカーの営業マン。
桜木ゆり子（さくらぎ ゆりこ）〈32〉
演 - 高梨臨
舜の妻。内装のデザイナー。

#### 周辺人物
清水めぐみ（しみず めぐみ）〈32〉
演 - 長井短 （中学時代：山田花凜）
舜と花と直哉の同級生。スナック「花日」のママ。
鳥貝拓也（とりがい たくや）〈32〉
演 - 前原瑞樹（中学時代：高村佳偉人）
舜と花と直哉の同級生。「サンバスホーム・ハウジング」鹿児島支店の営業マン。舜の同僚で、友人。
鳥貝裕子（とりがい ゆうこ）〈32〉
演 - 金澤美穂（中学時代：小菅汐梨）
舜と花と直哉の同級生。旧姓：久保。拓也の妻で、花の同僚。
桜木花奈（さくらぎ かな）〈7〉
演 - 宮崎莉里沙
舜とゆり子の娘。
折口麗子
演 - 小沢真珠
鹿児島のマダム。

### スタッフ
- 原作 - いわしげ孝『単身花日』（小学館『ビッグコミックス』刊）[1]
- 脚本 - 川﨑いづみ[1]
- 音楽 - 沢田完[1]
- 主題歌 - WEST.「絶体絶命」（ジャニーズ エンタテイメント）[4]
- 方言監修 - 早水真理
- 演出 - 森脇智延、神徳幸治、瀬野尾一[1]
- ゼネラルプロデューサー - 中川慎子（テレビ朝日）[1]
- プロデューサー - 川島誠史（テレビ朝日）、島本講太（ジェイ・ストーム）、松山雅則（トータルメディアコミュニケーション）、小杉真紀（トータルメディアコミュニケーション）、石田菜穂子（テレビ朝日）[1]
- 制作協力 - トータルメディアコミュニケーション
- 制作著作 - テレビ朝日、ジェイ・ストーム

### 放送日程
| 話数   | 放送日   | サブタイトル                      | 演出     |
| ------ | -------- | --------------------------------- | -------- |
| 第1話  | 10月14日 | 危険な快楽 - セーラー服と罰ゲーム | 森脇智延 |
| 第2話  | 10月21日 | 来ちゃった - 浴室のランデブー     | 森脇智延 |
| 第3話  | 10月28日 | 月夜の密会 - シャルウィダンス？   | 神徳幸治 |
| 第4話  | 11月04日 | ホームリターン - 運命の赤い糸     | 神徳幸治 |
| 第5話  | 11月11日 | チヨコレイト - 泥棒猫との再会     | 森脇智延 |
| 第6話  | 11月18日 | 一日だけでいいの - 甘い旅への誘い | 瀬野尾一 |
| 第7話  | 11月25日 | 初恋ハネムーン - 赤い糸の行く末   | 瀬野尾一 |
| 第8話  | 12月02日 | 夢の同棲生活 - 地獄のアヒージョ   | 森脇智延 |
| 最終話 | 12月09日 | 衝撃の懺悔 - 単身花日             | 森脇智延 |

- 初回は23時 - 翌0時の30分拡大放送。
- 第5話は『サタデーステーション』（23:00 - 23:30）放送のため30分繰り下げ、23時30分 - 翌0時に放送された。

### スピンオフドラマ
『単身花盛り 花の男──片山直哉』（たんしんはなざかり はなのおとこ かたやまなおや）のタイトルで、動画配信サービス「TELASA」にて、本編第1話放送終了後の翌日から11月26日まで配信された。主演は田中樹。全3話。

#### キャスト（スピンオフドラマ）
- 片山直哉 - 田中樹
- 武田花 - 新木優子（#1）
- 折口麗子 - 小沢真珠（#1）
- 清水めぐみ - 長井短（#2、#3）
- 鳥貝裕子 - 金澤美穂（#3）
- 鳥貝拓也 - 前原瑞樹（#3）

#### スタッフ（スピンオフドラマ）
- 脚本 - 川﨑いづみ[7]
- 監督 - 瀬野尾一[7]
- ゼネラルプロデューサー - 中川慎子（テレビ朝日）
- プロデューサー - 川島誠史、後藤達哉（テレビ朝日）、島本講太（ジェイ・ストーム）、松山雅則（トータルメディアコミュニケーション）、小杉真紀（トータルメディアコミュニケーション）、石田菜穂子（テレビ朝日）
- 制作協力 - トータルメディアコミュニケーション
- 制作著作 - テレビ朝日、ジェイ・ストーム

#### 配信日程（スピンオフドラマ）
| 話数  | 配信日   | サブタイトル         |
| ----- | -------- | -------------------- |
| 第1話 | 10月15日 | 花は、俺を裏切らない |
| 第2話 | 11月12日 | ごめん、俺の花よ     |
| 第3話 | 11月26日 | さらば、俺の花よ     |

| テレビ朝日系列 オシドラサタデー                        | テレビ朝日系列 オシドラサタデー       | テレビ朝日系列 オシドラサタデー           |
| 前番組                                                 | 番組名                                | 次番組                                    |
| ------------------------------------------------------ | ------------------------------------- | ----------------------------------------- |
| ノッキンオン・ロックドドア （2023年7月29日 - 9月23日） | 単身花日 （2023年10月14日 - 12月9日） | 恋する警護24時 （2024年1月13日 - 3月9日） |